# MKUltra计划
MKUltra计划（英語：Project MKUltra），是指由美國中央情報局統籌的一項人類思想控制試驗計劃。该计划始于20世纪50年代初，至1953年被正式认可，1964年缩减规模，1967年进一步削减，1973年正式停止。該計畫主要研究人类大脑的潜能控制，使用生物制剂还有药物观察对人脑的影响，军方目的是制定一个大脑控制系统，可对重点目标进行斩首。計劃涉及许多非法活动，特别是以不知情的美国和加拿大公民作實驗對象，引起道德與合法性相關争议。

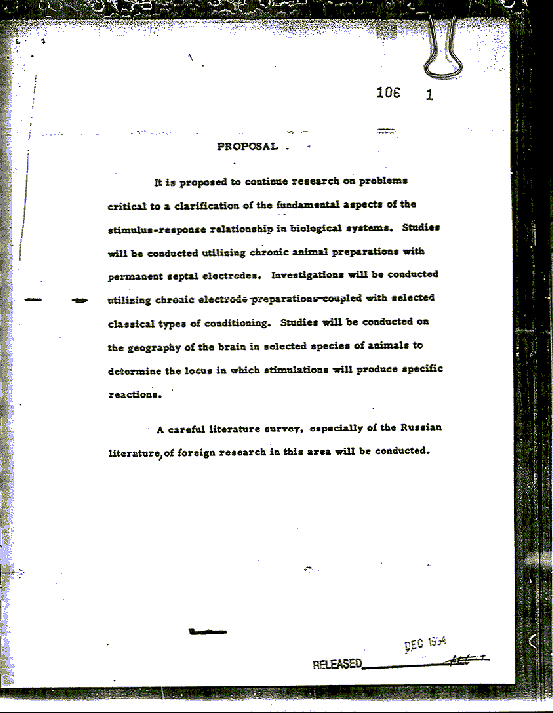
解密的MKUltra计划

## 背景
第二次世界大戰後，美國中情局啟動迴紋針行動，將一些前納粹德國的科學家、技術人員、工程人員等秘密帶進美國效力。雖然當中許多是戰爭罪犯，但由於當年野心勃勃的納粹德國重視科研，戰爭期間又頻繁作殘酷的人體實驗，使得該批科學家擁有充足的實際科研經驗，為MKUltra等计划奠下基礎。
而在MKUltra之前，已經存在類似的計劃，包括Project Chatter（1947成立）及Project Bluebird（1950年成立，1951年改名為Project Artichoke），主要是研究思想控制、審問技巧、行為修正等相關項目。

## 計劃目標
當局投放巨額資金，研究如何影響或控制人類的大腦及精神判斷，希望借此提升中情局面對不願合作的疑犯時的盤問效能。曾有段時間，CIA所有預算的6%被花在這個计划。

## 實驗研究
中情局解密文件顯示，計劃中使用许多化學、生物和放射性方法来測試如何藉著操纵人們的心理状态，進而影響大脑功能，包括暗中给予药物和其他化学物质、催眠、感觉剥夺、隔绝、辱骂、性虐待，以及各种形式的酷刑 。
MKUltra計劃中許多實驗皆以「LSD」（全稱：D-麥角酸二乙胺）作為研究主體。基於中情局已知LSD能扭曲或剝奪服用者對現實環境的認知，他們希望進一步試驗該藥物能否影響一個人的忠誠度，使當時冷戰期間的蘇聯間諜能違反自己的作戰意願，拒絕服從雇主。
1953年，MKUltra正式開始在精神病患者、囚犯、癮君子和妓女身上進行試驗。其中一個研究個案中，一位肯塔基州精神病患者被餵食LSD 174天。除了以上反抗能力較弱的社群外，後來亦在中情局雇員、軍人、醫生、一般百姓身上測試服後反應。著名作家肯·克西，帮派分子詹姆斯·约瑟夫·巴尔杰，学生时期的「大學炸彈客」泰德·卡辛斯基等人都曾自愿或被迫地参与实验。但大部分受試者皆沒被事前通知，違反了美國在第二次世界大戰後簽訂的紐倫堡守則。

## 國會揭露
在美國國會丘奇委員會的揭發下，MKUltra计划在1975年首次引起大眾關注。總統福特因而指示美國總統調查中情局美國境內活動委員會調查此事，惟計劃的官方文件早已於1973年被當時的中央情報總監下令銷毀，調查方向只得轉移到受試者身上或從小量的民間紀錄中尋找蛛絲馬跡。
1977年，基於美國的信息自由法，與MKUltra计划有關的20,000份文件被解密，並於同年召開參議院聽證會。

## 另見
- 美國非道德人體實驗
- 人体试验